# Льєж — Бастонь — Льєж
Льєж—Басто́нь—Льєж (фр. Liège-Bastogne-Liège) — найстаріша класична шосейна велогонка. Щорічно проводиться в Бельгії в горах Арденни, з Льєжа до Бастоні та назад. Перше змагання серед любителів відбулося в 1892, серед фахівців — в 1894. Одна з велогонок, що входять до заліку Світового рейтингу UCI.

## Історія
Велогонка є частиною бельгійських Арденнський класик поряд із Флеш Валонь. Раніше обидва змагання проводилися одне за іншим наступного дня, за що мали назву «Арденнські вихідні».
У 1919, 1957 і 1980 роках змагання проводилися у важких погодних умовах за низької температури і в снігопад. 1957 року перемога в гонці була присуджена одразу двом гонщикам: бельгійцям Франсу Шуббену та Жермену Дерейку. Дерейк фінішував першим завдяки тому, що перетнув закритий залізничний переїзд, що заборонено правилами, але не був дискваліфікований, оскільки до переїзду мав трихвилинну перевагу над суперниками, і судді порахували, що порушення не стало вирішальним фактором перемоги, але присудили перше місце Шуббену, що фінішував другим. 1980 року Бернар Іно, який пішов у відрив на вісімдесятому кілометрі, фінішував із майже десятихвилинним перевагою.
До 1991 дистанція фінішувала на рівнинних вулицях у Льєжі, з 1992 фініш був перенесений в північне передмістя Льєжа Анс в гору Сен-Ніколя.

## Маршрут
Гонка складається з прямої 95-кілометрової ділянки від Льєжа до Бастоні, і 163-кілометрової ділянки назад в Анс. Друга ділянка рясніє протяжними гірськими підйомами з ухилом до 12 %.

## Переможці
| - 1892: Леон Ва - 1893: Леон Ва (2) - 1894: Леон Ва (3) - 1908: Андре Труссельє - 1909: Віктор Фастр - 1911: Йозеф Ван Дале - 1912: Омер Вершоре - 1913: Моріц Моріц - 1919: Леон Дево - 1920: Леон Скіур - 1921: Луї Моттья - 1922: Луї Моттья (2) - 1923: Рене Вермандель - 1924: Рене Вермандель (2) - 1925: Жорж Ронсс - 1926: Дьюдонне Сметс - 1927: Моріс Рас - 1928: Ернест Моттар - 1929: Альфонс Схеперс - 1930: Герман Бусе - 1931: Альфонс Схеперс (2) - 1932: Марсель Вю - 1933: Франсуа Градьє - 1934: Тео Геркенрат - 1935: Альфонс Схеперс (3) - 1936: Альбер Бекар - 1937: Елой Мьоленберг - 1938: Альфонс Делор - 1939: Альберт Ріцервельдт - 1943: Рішар Депуарте - 1945: Жан Енгельс - 1946: Проспер Депредомм - 1947: Рішар Депуарте - 1948: Моріс Моллен - 1949: Каміль Дангюм - 1950: Проспер Депредомм (2) - 1951: Фердинанд Кюблер - 1952: Фердинанд Кюблер (2) - 1953: Алоїс Де Хертог - 1954: Марсель Ернцер - 1955: Стан Оккерс - 1956: Фред Де Брейне - 1957: Жермен Дерейкке/Франс Схауббен - 1958: Фред Де Брейне (2) - 1959: Фред Де Брейне (3) - 1960: Альбертус Гелльдерманс - 1961: Рік Ван Лой - 1962: Жеф Планкарт - 1963: Франс Мелкенбек - 1964: Віллі Блокландт - 1965: Карміне Преціосі |

| - 1966: Жак Анкетіль - 1967: Вальтер Годефрот - 1968: Вальтер Ван Свефельт - 1969: Едді Меркс - 1970: Роже Де Вламінк - 1971: Едді Меркс (2) - 1972: Едді Меркс (3) - 1973: Едді Меркс (4) - 1974: Жорж Пінтен - 1975: Едді Меркс (5) - 1976: Йозеф Бреєр - 1977: Бернар Іно - 1978: Йозеф Бреєр (2) - 1979: Дітріх Турау - 1980: Бернар Іно (2) - 1981: Йозеф Фукс - 1982: Сільвано Контіні - 1983: Стевен Рокс - 1984: Шон Келлі - 1985: Морено Арджентін - 1986: Морено Арджентін (2) - 1987: Морено Арджентін (3) - 1988: Адрі ван дер Пул - 1989: Шон Келлі (2) - 1990: Ерік Ван Ланкер - 1991: Морено Арджентін (4) - 1992: Дірк Де Вольф - 1993: Рольф Серенсен - 1994: Євген Берзін - 1995: Мауро Джіанетті - 1996: Паскаль Рішар - 1997: Мікеле Бартолі - 1998: Мікеле Бартолі (2) - 1999: Франк Ванденбрукке - 2000: Паоло Беттіні - 2001: Оскар Каменцинд - 2002: Паоло Беттіні (2) - 2003: Тайлер Гамілтон - 2004: Давіде Ребеллін - 2005: Олександр Винокуров - 2006: Алехандро Вальверде - 2007: Даніло Ді Лука - 2008: Алехандро Вальверде (2) - 2009: Енді Шлек - 2010: Олександр Винокуров (2) - 2011: Філіп Жильбер - 2012: Максим Іглінський - 2013: Деніел Мартін - 2014: Саймон Джерранс - 2015: Алехандро Вальверде (3) |